# Russell Ferrante
Russell Ferrante (født 18. januar 1952 i San Jose, Californien, USA) er en amerikansk pianist, keyboardspiller, professor, komponist, arrangør og lærer.
Ferrante er bedst kendt fra sit medlemskab i fusionsorkestret Yellowjackets. Han er bandets eneste originale medlem siden dets start i (1977). Han har igennem tiden spillet med musikere såsom Robben Ford, Joe Farrell, Tom Scott, Joni Mitchell, Art Blakey, Larry Carlton, Wayne Shorter, Randy Crawford, Marcus Miller, Bobby McFerrin, Art Pepper, Ernie Watts, Dave Grusin, Jim Pepper, Al Jarreau¨, Bob Mintzer big band, GRP All-Star big band etc. Ferrante er professor og lærer i klaver og musikteori på feks. Berklee School of Music og University of Southern California’s Thornton School of Music. Han er stadig medlem af Yellowjackets og kan fejre sit 25 års jubilæum med bandet.

## Diskografi

### Med Yellowjackets
- Yellowjackets (1981)
- Mirage a Trois (1983)
- Samurai Samba (1985)
- Shades (1986)
- Four Corners (1987)
- Politics (1988)
- The Spin (1989)
- Greenhouse (1991)
- Live Wires (1992)
- Like a River (1993)
- Run for Your Life (1994)
- Dreamland (1995)
- Blue Hats (1997)
- Club Nocturne (1998)
- Mint Jam (2001)
- Time Squared (2003)
- Peace Round: A Christmas Celebration (2003)
- Altered State (2005)
- Twenty-Five (2006)
- Lifecycle (2008)
- Timeline (2011)
- A Rise in the Road (2013)
- Cohearence (2016)
- Raising Our Voice (2018)
- Jackets XL (2020)

### Med GRP All-Star Big Band
- GRP All-Star Big Band (1992)
- Dave Grusin Presents GRP All-Star Big Band – Live! (1993)
- GRP All-Star Big Band – All Blues (1995)

### Med Bob Mintzer Big Band
- Old School, New Lessons (2006)
- For the Moment (2012)
- Get Up ! (2015)

## Eksterne Henvisninger
- om Russel Ferrante
- Russell Ferrante på Allmusic
- Russell Ferrante på Discogs
- Russell Ferrante på MusicBrainz